# 鶴巻啓太
鶴巻 啓太（つるまき けいた、1996年4月24日 - ）は、日本の男子プロバスケットボール選手である。ポジションはシューティングガード・スモールフォワード。B.LEAGUEの茨城ロボッツ所属。

## 来歴
茨城県取手市出身。
幕張総合高校でインターハイ出場。U-18日本代表にも選出。
中央大学ではインカレベスト16。
2019年2月、茨城ロボッツに特別指定選手登録。卒業後プロ契約。

## 日本代表歴
- 第22回日・韓・中ジュニア交流競技大会